# Johan Hörner

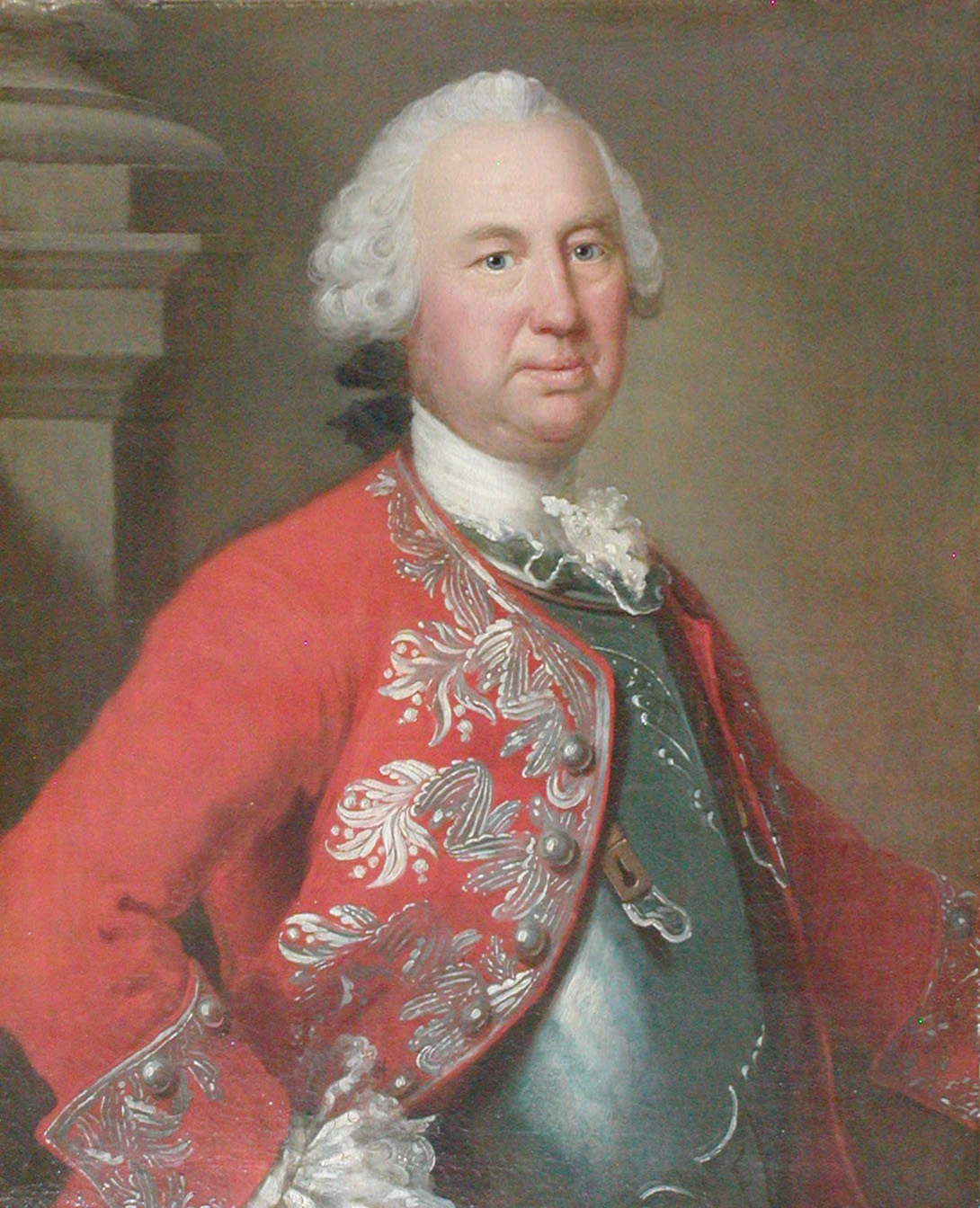
Laurids de Thurah av Johan Hörner, 1754

Johan Hörner, född 28 januari 1711 i Edebo socken (Uppland), död 11 mars 1763 i Köpenhamn, var en svensk-dansk porträttmålare.

## Biografi
Hörner kom vid sjutton års ålder i lära hos den berömde porträttmålaren Johan Henrik Scheffel, hos vilken han vistades i sju år. År 1735 flyttade han för vidare studier till Köpenhamn, där han kom att stanna. Där vann han ganska snart ett visst anseende, så att en så framstående man som Frederik Rostgaard 1741 lät porträttera sig av honom. Utöver dylika arbeten skall han även ha utfört eldskensstycken i Godfried Schalckens manér. Som ett av de märkligaste i denna väg nämnes en bild av Fredrik V och Juliana Maria "i ett nattstycke", där konstnären även sägs ha framställt sig själv. Flera av hans bilder blev stuckna i koppar av Juste Chevillet, Odvardt Helmoldt von Lode och Jonas Haas. Hörner var kunglig hovmålare. Hörner finns representerad vid Göteborgs konstmuseum, Nationalmuseum och Statens Museum for Kunst.